# أنطونيو بيرني
أنطونيو بيرني (بالإسبانية: Antonio Berni)‏ هو رسام أرجنتيني، ولد في 14 مايو 1905 في روساريو في الأرجنتين، وتوفي في 13 أكتوبر 1981 في بوينس آيرس في الأرجنتين.

## وصلات خارجية
- أنطونيو بيرني على موقع الموسوعة البريطانية (الإنجليزية)